# Poncheville
Poncheville est un hameau du secteur Saint-Jérôme-de-Matane de la ville de Matane en Matanie, au Bas-Saint-Laurent, sur la péninsule gaspésienne dans l'est du Québec.

### Source en ligne
- Commission de toponymie du Québec